# Podul Mehmed Paša Sokolović
Podul Mehmed Paša Sokolović (denumire în bosniacă, croată și sârbă: Most Mehmed-paše Sokolovića, cu litere chirilice: Мост Мехмед Паше Соколовића; în turcă Sokullu Mehmet Paşa Köprüsü) este un pod istoric din orașul Višegrad, peste râul Drina din estul Republicii Srpska, una din cele două entități ce formează Bosnia și Herțegovina. A fost construit în 1577 de către arhitectul curții otomane Mimar Sinan din ordinele marelui vizir Mehmed Paša Sokolović. UNESCO a inclus această construcție în 2007 în lista patrimoniului mondial.

## Caracteristici
Podul caracterizează apogeul arhitecturii monumentale și ingineriei civile turcești. El numără 11 arce, ce se întind între 11 și 15 metri, și o rampă de acces în unghi drept cu patru arce pe malul stâng al râului. Podul lung de 179,5 metri este o operă reprezentativă a lui Mimar Koca Sinan, unul dintre cei mai mari arhitecți și ingineri ai perioadei otomane clasice, contemporan cu Renașterea italiană, cu care opera sa poate fi comparată. Sumarul UNESCO afirmă: Unica eleganță a proporțiilor și noblețea monumentală a construcției în ansamblul ei sunt martore măreției acestui stil arhitectural.

## Istorie

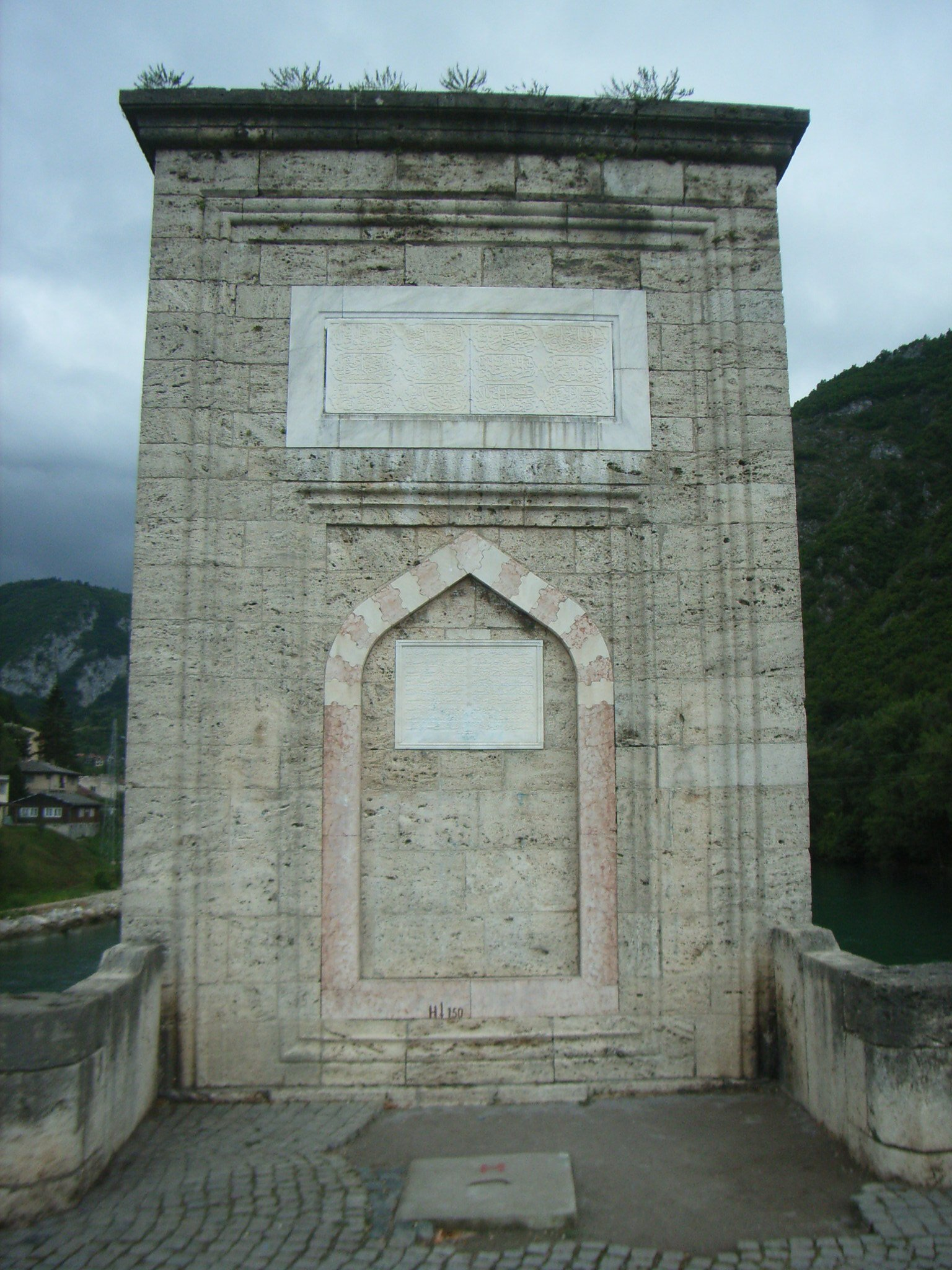
Pilonul central al podului

Podul de la Višegrad a fost comandat de marele vizir Mehmed Paša Sokolović, care a fost la putere o lungă perioadă de timp la apogeul Imperiului Otoman, de-a lungul domniilor a trei sultani. El a cerut construirea sa ca omagiu adus regiunii din care provenea el și ca simbol al comerțului și prosperității. Construcția podului a durat între 1571 și 1577. Mari renovări ale podului au avut loc în 1664, 1875, 1911, 1940 și 1950–52. Trei dintre cele 11 arce ale sale au fost distruse în timpul Primului Război Mondial, și cinci au fost deteriorate în timpul celui de al Doilea, dar au fost ulterior restaurate.
În timpul războiului din 1992–1995, podul a fost locul unui brutal masacru, în care un mare număr de civili bosniaci au fost uciși de armata sârbă bosniacă (masacrul de la Višegrad din 1992).
Podul a fost listat de UNESCO ca parte a patrimoniului mondial în 2007.

### Renovarea
Agenția Turcă pentru Cooperare și Dezvoltare Internațională (TIKA) a oferit 3,5 milioane de euro pentru reconstrucția podului Mehmed Paša Sokolović. Representanți ai TIKA, ai Comisiei Bosniace pentru Cooperare cu UNESCO, Ministerul Culturii din Republika Srpska și primăria din Višegrad au semnat un acord pentru reconstrucția podului la 19 aprilie 2010.

## În literatură
Podul a devenit celebru și datorită cărții E un pod pe Drina... (1945) scrisă de Ivo Andrić, laureat al Premiului Nobel.